# Matougues

Matougues este o comună în departamentul Marne, Franța. În 2009 avea o populație de 661 de locuitori.